# Тайнэн, Джон
Джозеф Кристофер (Джон) Тайнэн (англ. Joseph Christopher (John) Tynan; 5 декабря 1925, Веллингтон — 23 августа 2020) — новозеландский крикетист и хоккеист (хоккей на траве), полузащитник.

## Биография
Джон Тайнэн родился 5 декабря 1925 года в новозеландском городе Веллингтон.
В 1952—1954 годах провёл 4 первоклассных матча по крикету за Веллингтон.
В 1948—1956 годах играл за сборную Новой Зеландии по хоккею на траве.
В 1956 году вошёл в состав сборной Новой Зеландии по хоккею на траве на Олимпийских играх в Мельбурне, занявшей 6-е место. Играл на позиции полузащитника, провёл 4 матча, забил (по имеющимся данным) 1 мяч в ворота сборной Сингапура.
Умер 23 августа 2020 года.